# Amsterdam (Nothing but Thieves)
Amsterdam is een nummer van de Britse band Nothing but Thieves. Het nummer verscheen op hun album Broken Machine uit 2017. Op 5 mei van dat jaar werd het nummer uitgebracht als de eerste single van het album.

## Achtergrond
Amsterdam, geschreven door de gehele band, gaat over eenzaamheid en mensen die schijnbaar zonder reden het contact met iemand anders verbreken. In een interview met 3voor12 vertelde gitarist Joe Langridge-Brown over het nummer: "Het gaat eigenlijk over veel dingen. Een deel gaat over ons als we misschien niet meer op tournee kunnen gaan. De regel 'I left my heart in Amsterdam' gaat over een plaats die wij allemaal speciaal vonden op tournee. We hielden van Amsterdam, het was een plaats waar wij onszelf altijd vonden."
Het nummer is voor zanger Conor Mason een moeilijk nummer tijdens live-optredens. Hij zei hierover: "Ik wilde vocaal alles bereiken wat ik ook op de opname deed. Ik zei tegen de jongens: 'Dit is hard werken, zeg, ik ben hier niet fit genoeg voor!' De laatste tijd heb ik het hele nummer geleerd. Het gaat niet om de controle, ik moet proberen om er wat minder inspanning in te stoppen en dan wordt het nummer wat makkelijker."
Hoewel Amsterdam nergens in de hitlijsten kwam, bleek het een populair nummer. Zo kwam het in Nederland direct binnen in de Radio 2 Top 2000 en was het een jaar later een grote stijger. Gitarist en toetsenist Dominic Craik vertelde over de reactie uit Nederland: "De eerste keer dat we het live speelden was in Amsterdam. We speelden het een week in het Verenigd Koninkrijk toen we een kans kregen om in Paradiso te spelen. Dat is niet alleen ons favoriete podium in Nederland, maar ook in Europa en de wereld. Het publiek werd gek; we hadden deze reactie niet verwacht. Het voelde alsof de mensen het nummer al jaren kenden."

### Versie van Meau Hewitt
In 2021 werd Amsterdam in het Nederlands hertaald door MEAU. Zij zong het nummer in het radioprogramma Sanders Vriendenteam op 3FM.

## NPO Radio 2 Top 2000
| Nummer met noteringen in de NPO Radio 2 Top 2000 | '17  | '18 | '19 | '20 | '21 | '22 | '23 | '24 |
| ------------------------------------------------ | ---- | --- | --- | --- | --- | --- | --- | --- |
| Amsterdam                                        | 1715 | 636 | 727 | 517 | 512 | 321 | 236 | 204 |

1. ↑  Een vetgedrukt getal geeft de hoogste notering aan.
2. ↑  2017 was het eerste jaar met een notering voor dit nummer.